# Стейц, Томас
То́мас Стейц (англ. Thomas Steitz; 23 августа 1940, Милуоки — 9 октября 2018) — американский биохимик, лауреат Нобелевской премии по химии за 2009 год совместно с Венкатраманом Рамакришнаном и Адой Йонат с формулировкой «за исследования структуры и функций рибосомы».
Член Национальной академии наук США (1990), Американской академии искусств и наук (1990), иностранный член Лондонского королевского общества (2011).

## Биография
Родился 23 августа 1940 года в Милуоки (США).
Степень бакалавра (B.A., 1962) по химии получил в Lawrence College (Appleton, Висконсин), а докторскую (Ph.D.) по молекулярной биологии и биохимии в Гарвардском университете.
Профессор химии, с 1986 год] работал на кафедре молекулярной биофизики и биохимии (Departments of Molecular Biophysics & Biochemistry) Йельского университета и в Институте Говарда Хьюза (Howard Hughes Medical Institute).
Был женат на Джоан А. Стейц, она профессор молекулярной биофизики и биохимии в Йельском университете. Они жили в Брэнфорде, штат Коннектикут и у них один сын Джон.

## Награды
- 1980 — Pfizer Prize[англ.] от имени Американского химического общества[10]
- 2001 — Премия Розенстила совместно с Peter Moore[англ.] и Harry F. Noller[англ.])
- 2001 — Newcomb Cleveland Prize[англ.] от имени Американской ассоциации содействия развитию науки (AAAS)
- 2001 — Lawrence University Lucia R. Briggs Distinguished Achievement Award
- 2006 — Премия Кэйо[англ.]
- 2007 — Международная премия Гайрднера
- 2009 — Нобелевская премия по химии совместно с Венкатраманом Рамакришнаном и Адой Йонат с формулировкой «за исследования структуры и функций рибосомы»

- другие[10]

## Общественная деятельность
В 2016 году подписал письмо с призывом к Greenpeace, Организации Объединённых Наций и правительствам всего мира прекратить борьбу с генетически модифицированными организмами (ГМО).